# Handball aux Jeux méditerranéens de 1991
Navigation
Lattaquié 1987 Languedoc-Roussillon 1993
Les compétitions de handball aux Jeux méditerranéens de 1991 se sont déroulées du 30 juin au 10 juillet 1991 à Athènes en Grèce.
La compétition est remportée aussi bien chez les hommes que chez les femmes par la Yougoslavie.

## Modalités
La compétition de handball est composée d'un tournoi masculin et d'un tournoi féminin.

## Tournoi masculin
Le tirage au sort des sports collectifs a été effectué à Athènes le samedi 1er juin 1991 :
- groupe A : Algérie , Grèce , Égypte , Syrie  (forfait), Turquie  et Albanie  ;
- groupe B : Tunisie , France , Espagne , Italie  et Yougoslavie .

À noter que Daniel Costantini a préféré envoyer l'équipe de France espoirs, dirigée par Sylvain Nouet et Claude Onesta, pour laisser l'équipe de France A disputer le tournoi de Yougoslavie,. De même, l'Espagne a envoyé son équipe espoir.

### Phase de groupe
Le  résultats sont :

#### Groupe A
Dimanche 30 juin 1991
- à 12h00 à Peristéri : Algérie  et Turquie  23-23 (mi-temps 15-09)[6] :
  - Algérie  : Mohamed Hamdani (GB), Karim El-Maouhab (GB), Brahim Boudrali (6 buts), Salah Bouchekriou, Mustapha Doballah (1), Nouredine Benbrahim (2), Abdeldjalil Bouanani (2), Mahmoud Bouanik (2), Rabah Gherbi, Abdeslam Benmaghsoula (1), Redouane Aouachria (2), Djaffar Belhocine (capitaine, 5 buts). Entraineur : Farouk Bouzerar.
  - Turquie  : Snoglo (GB), Şükrü Kırağası, Serdar Seymen, Eşref Taşucu, Cengiz Hatırnaz, Eroğlu, Serdar Eler, Ali İsmet Ural, Zeki Pehlivan, Secaattin Aydoğ. Entraineur : Oleksandr Riesanov (de) (URSS).
- à 13h30 : Égypte  b. Albanie  38-15
- à 19h00 : la Syrie , qui devait être opposée à la Grèce   a déclaré forfait.

Lundi 1er juillet 1991
- Turquie  et Égypte  26-26 (mi-temps 11-11)[7]
- Grèce  b. Albanie  32-16

mercredi 3 juillet 1991
- Algérie  b. Albanie  38-12[8]
- Égypte  b. Grèce  27-22

Jeudi 4 juillet 1991
- Grèce  b. Turquie  32-31 (mi-temps 19-19)[9]
- Algérie  et Égypte  20-20 (mi-temps 7-9), arbitrage tatillon de la paire italienne[10].
  - Algérie  : Mohamed Hamdani (GB), Karim El-Maouhab (GB), Brahim Boudrali (5 buts), Salah Bouchekriou, Benhamouda (1), Mustapha Doballah (2), Djaffar Belhocine (capitaine, 9 buts), Nouredine Benbrahim (1), Rabah Gherbi (1), Abdeslam Benmaghsoula (1). Entraineur : Farouk Bouzerar.
  - Égypte : El-Kordy, Salah, Gharib, Ashour, El-Kasaby, El-Kasaby, Safa, Debes, Essayed, Belal, Abdel Wahab, Abdel-Warès. Entraineur : Tiedemann.

samedi 6 juillet 1991
- Grèce  b. Algérie 24-23[5] :
  - salle Gilvada, affluence nombreuse, arbitres : Tanisikao, Romanissko (Roumanie)
  - Algérie  : Mohamed Hamdani (GB), Karim El-Maouhab (GB), Brahim Boudrali (4 buts), Salah Bouchekriou, Hassen Benhamouda (3), Mustapha Doballah (1), Djaffar Belhocine (capitaine, 6 buts), Abdeldjalil Bouanani, Mahmoud Bouanik (7), Abdeslam Benmaghsoula, Sofiane Khalfallah (2), Redouane Aouachria. Entraineur : Farouk Bouzerar.
  - Grèce  : Karatzio Alas, Karino Vidis, Waroklys (1), Alskssiadis, Dalas Apostolos (2), Dopris, Antssitis (2), Tsafer Aridis Kostas (3), Aposto lidis (1), Tsafer Yidis Kostas (3), Trayta Vilidis (5), Kostyo Niss Skolaos.
- Turquie  b. Albanie  41-17[11]

Le classement final est :
|   | Équipe  | Pts | J | G | N | P | Bp  | Bc  | Diff |
| - | ------- | --- | - | - | - | - | --- | --- | ---- |
| 1 | Égypte  | 6   | 4 | 2 | 2 | 0 | 111 | 83  | 28   |
| 2 | Grèce   | 6   | 4 | 3 | 0 | 1 | 110 | 97  | 13   |
| 3 | Algérie | 4   | 4 | 1 | 2 | 1 | 104 | 79  | 25   |
| 4 | Turquie | 4   | 4 | 1 | 2 | 1 | 121 | 98  | 23   |
| 5 | Albanie | 0   | 4 | 0 | 0 | 4 | 60  | 149 | -89  |

#### Groupe B
Les résultats sont :
Dimanche 30 juin 1991
- à 15h45 : Yougoslavie b. Tunisie 36-23 (mi-temps 19-08)[12]
- à 19h15 : Italie  b. Espagne espoirs 19-18[4].

Lundi 1er juillet 1991
- Italie b. Tunisie 17-15[13]
- Yougoslavie b. France espoirs : 21-20 (10-9)[14],[13]
  - France espoirs : Plantin (7), Moualek (3), Nita (3), Cazal (3), Sapet (2), Caillard (1), Brill (1). Martini (25 arrêts)[3]

Mardi 2 juillet 1991
- Espagne espoirs b. Tunisie 24-21[4],[15]
- France espoirs b. Italie: 18-16 (6-6)[14],[8].
  - France espoirs : Cazal (5), Moualek (4), C. Néguédé (4), Kervadec (2), Nita (2), G. Anquetil (1).

Jeudi 4 juillet 1991
- Yougoslavie b. Italie 28-21 (14-11)[16],[17]
- France espoirs et Espagne espoirs 22-22 (11-11)[14],[16].
  - France espoirs : Moualek (7), Nita (6), C. Néguédé (4), Sapet (1), Plantin (1), Schwartz (1), Cazal (1), Kervadec (1).

Vendredi 5 juillet 1991
- Yougoslavie b. Espagne espoirs 25-17[4]
- Tunisie b. France espoirs 26-25 (10-11)[14].
  - France espoirs : Moualek (7), Plantin (5), Cazal (5), C. Néguédé (2), Kervadec (2), Nita (2), Caillard (1), Sapet (1).

Le classement final est :
|   | Équipe          | Pts | J | G | N | P | Bp  | Bc  | Diff |
| - | --------------- | --- | - | - | - | - | --- | --- | ---- |
| 1 | Yougoslavie     | 8   | 4 | 4 | 0 | 0 | 110 | 81  | 29   |
| 2 | Italie          | 4   | 4 | 2 | 0 | 2 | 73  | 79  | -6   |
| 3 | France espoirs  | 3   | 4 | 1 | 1 | 2 | 85  | 85  | 0    |
| 4 | Espagne espoirs | 3   | 4 | 1 | 1 | 2 | 81  | 87  | -6   |
| 5 | Tunisie         | 2   | 4 | 1 | 0 | 3 | 85  | 102 | -17  |

### Phase finale

#### Matchs pour le titre
|  | Demi-finales    | Demi-finales   |                        |    | Finale                      | Finale                      |
|  | Demi-finales    | Demi-finales   |                        |    | Finale                      | Finale                      |
|  |                 |                |                        |    |                             |                             |
|  | 8 juillet 1991  | 8 juillet 1991 |                        |    | 10 juillet 1991 à Peristéri | 10 juillet 1991 à Peristéri |
|  | 8 juillet 1991  | 8 juillet 1991 |                        |    | 10 juillet 1991 à Peristéri | 10 juillet 1991 à Peristéri |
|  | Yougoslavie     | 33             |                        |    | 10 juillet 1991 à Peristéri | 10 juillet 1991 à Peristéri |
|  | Yougoslavie     | 33             |                        |    | 10 juillet 1991 à Peristéri | 10 juillet 1991 à Peristéri |
|  | Grèce           | 19             |                        |    | 10 juillet 1991 à Peristéri | 10 juillet 1991 à Peristéri |
|  | Grèce           | 19             | Yougoslavie            | 22 |                             |                             |
|  | 8 juillet 1991  |                | Yougoslavie            | 22 |                             |                             |
|  |                 | Égypte         | 17                     |    |                             |                             |
|  | Égypte          | Égypte         | 17                     | 22 |                             |                             |
|  | Égypte          |                |                        | 22 |                             |                             |
|  | Italie          | 21             |                        |    |                             |                             |
|  | Italie          | 21             | Match pour la 3e place |    |                             |                             |
|  |                 |                |                        |    |                             |                             |
|  | 10 juillet 1991 |                |                        |    |                             |                             |
|  |                 |                |                        |    |                             |                             |
|  | Grèce           | 31             |                        |    |                             |                             |
|  | Grèce           | 31             |                        |    |                             |                             |
|  | Italie          | 31             |                        |    |                             |                             |
|  | Italie          | 31             |                        |    |                             |                             |

En demi-finales, l'Égypte  bat Italie 22 à 21 et la Yougoslavie bat nettement la Grèce 33 à 19,.
Dans le match pour la médaille de bronze, l'Italie et la Grèce se seraient quittés sur un match nul 31-31 et l'Italie aurait été désigné troisième grâce à son meilleur classement en poule de qualification[pas clair]. Cette troisième place de l'Italie peut être comme une surprise dans la mesure où les Italiens ne sont pas tellement habitués aux bonnes performances.

#### Matchs de classement
|  | Demi-finales de classement | Demi-finales de classement |                        |    | Match pour la 5e place   | Match pour la 5e place   |
|  | Demi-finales de classement | Demi-finales de classement |                        |    | Match pour la 5e place   | Match pour la 5e place   |
|  |                            |                            |                        |    |                          |                          |
|  | lundi 8 juillet 1991       | lundi 8 juillet 1991       |                        |    | mercredi 10 juillet 1991 | mercredi 10 juillet 1991 |
|  | lundi 8 juillet 1991       | lundi 8 juillet 1991       |                        |    | mercredi 10 juillet 1991 | mercredi 10 juillet 1991 |
|  | Algérie                    | 22                         |                        |    | mercredi 10 juillet 1991 | mercredi 10 juillet 1991 |
|  | Algérie                    | 22                         |                        |    | mercredi 10 juillet 1991 | mercredi 10 juillet 1991 |
|  | Espagne espoirs            | 19                         |                        |    | mercredi 10 juillet 1991 | mercredi 10 juillet 1991 |
|  | Espagne espoirs            | 19                         | Algérie                | 24 |                          |                          |
|  | lundi 8 juillet 1991       |                            | Algérie                | 24 |                          |                          |
|  |                            | France espoirs             | 17                     |    |                          |                          |
|  | France espoirs             | France espoirs             | 17                     | 24 |                          |                          |
|  | France espoirs             |                            |                        | 24 |                          |                          |
|  | Turquie                    | 23                         |                        |    |                          |                          |
|  | Turquie                    | 23                         | Match pour la 7e place |    |                          |                          |
|  |                            |                            |                        |    |                          |                          |
|  | mercredi 10 juillet 1991   |                            |                        |    |                          |                          |
|  |                            |                            |                        |    |                          |                          |
|  | Espagne espoirs            | 23                         |                        |    |                          |                          |
|  | Espagne espoirs            | 23                         |                        |    |                          |                          |
|  | Turquie                    | 20                         |                        |    |                          |                          |
|  | Turquie                    | 20                         |                        |    |                          |                          |

|  | Match pour la 9e place |    |
|  |                        |    |
|  | lundi 8 juillet 1991   |    |
|  |                        |    |
|  | Tunisie                | 40 |
|  | Tunisie                | 40 |
|  | Albanie                | 29 |
|  | Albanie                | 29 |

Lundi 8 juillet 1991
- Algérie b. Espagne espoirs 22-19[4]
  - Score à la mi-temps 9-10. Sofiane Khalfallah a marqué 12 buts côté Algérien ;
- France espoirs b. Turquie 24-23 (13-10)[14].
  - France espoirs : Moualek (9), Schwartz (3), Cazal (3), C. Néguédé (2), Kervadec (2), Brill (2), Caillard (2), G. Anquetil (1).
- Tunisie b. Albanie 40-29[18]

Mercredi 10 juillet 1991
- Algérie b. France espoirs 24-17[21].
  - Algérie : Hamdani (GB), El-Maouhab (GB), Boudrali, Bouchekriou, Benhamouda, Doballah, Belhocine, Bouanik, Khalfallah, Aouachria. Entraineur : Farouk Bouzerar.
  - France espoirs : Martini (GB), Weiss (GB), Kervadec, Caillard, Moualek, Sapet, Schwartz, Cazal, C. Néguédé, Brill, Nita, G. Anquetil. Entraineur : Sylvain Nouet.
- Espagne espoirs b. Turquie 23-20[4]

### Classement final
Le classement final est,
| Rang                                    | Équipe          |
| --------------------------------------- | --------------- |
| Médaille d'or, Jeux méditerranéens      | Yougoslavie     |
| Médaille d'argent, Jeux méditerranéens  | Égypte          |
| Médaille de bronze, Jeux méditerranéens | Italie          |
| 4                                       | Grèce           |
| 5                                       | Algérie         |
| 6                                       | France espoirs  |
| 7                                       | Espagne espoirs |
| 8                                       | Turquie         |
| 9                                       | Tunisie         |
| 10                                      | Albanie         |
| -                                       | Syrie (forfait) |

### Effectifs des équipes sur le podium
La composition des équipes sur le podium est, :

#### Équipe de Yougoslavie, médaille d'or[24]
- Valter Matošević (GB)
- Dejan Perić (GB)
- Mehmedalija Mulabdić
- Zoran Tomić
- Nenad Peruničić
- Nedeljko Jovanović
- Rastko Stefanovič
- Igor Butulija
- Dragan Škrbić
- Vladica Spasojević
- Aleksandar Knežević
- Vladimir Novaković
- Sentanin Maglajlija

#### Équipe d'Égypte, médaille d'argent
- Khaled El-Kordy
- Ayman Salah
- Hussam Gharib
- Mohamed Ashour
- Asser El-Kasaby
- Adel El-Sharkawy
- Ahmed El-Attar
- Ahmed Debes
- Ahmed Bellal
- Abdou Abdel Wahab
- Sameh Abdel-Warès
- Sarwat Shams

#### Équipe d'Italie, médaille de bronze
- Michael Niederwieser
- Enzo Augello
- Giorgio Permunian
- Maouro Boshi
- Paolo Bettini
- Marcello Fonti
- Maurizio Tabanelli
- Settimio Massotti
- Fabio Di Giuseppe
- Marco Bossi
- Massimo Mauceri
- Franco Chionchio

## Tournoi féminin

### Résultats
Les résultats sont :
2 juillet 1991
- France b. Espagne 20-19 (9-7)[14],[25],[15]
  - France : Dézert (GB), Poulet (GB, ), Servier (6), Pingret (4), Erndt (3), Pibarot (3, ), Krumbholz (1), Cagnol (1, ), Marchand (1, ), Alexandre (1, ).
  - Espagne : Marín (GB), Santana Alberdi (GB), Ugartemendía (4, ), Arranz (1), Tercero (6), Hernández (2), Makazaga (), Gómez (1), Sánchez (1), Vizcaíno (1, ), Puche Díaz (en) (1), Lydia Montes (2).
- Yougoslavie b. Italie 26-16 (13-6)[26]

3 juillet 1991
- 15h45 : Espagne b. Italie 15-11 (9-4)[27],[8]
- France b. Grèce 25-18 (15-8)[14],[8]
  - France : Dugray (5), Krumbholz (5), Marchand (5), Brunel (3), Pibarot (3), Benamara (1), Erndt (1), Grange (1), Alexandre (1).

5 juillet 1991
- Italie b. Grèce score inconnu
- 15h45 : Yougoslavie b. Espagne 28-18 (11-7)[28]

7 juillet 1991
- Yougoslavie b. Grèce score inconnu
- France b. Italie 27-18 (17-5)[14]
  - France : Marchand (7), Pingret (6), Dugray (3), Krumbholz (3), Brunel (2), Grange (2), Pibarot (2), Cagnol (1), Alexandre (1).

9 juillet 1991
- 21h30 : Espagne b. Grèce 15-12 (7-7)[29]
- Yougoslavie b. France 29-20 (15-11)[14]
  - France : Marchand (7), Pingret (5), Krumbholz (3), Servier (2), Cagnol (1), Erndt (1), Alexandre (1).

### Classement final
Le classement final est,, :
|                                         | Équipe      | Pts | J | G | N | P | Bp | Bc | Diff |
| --------------------------------------- | ----------- | --- | - | - | - | - | -- | -- | ---- |
| Médaille d'or, Jeux méditerranéens      | Yougoslavie | 8   | 4 | 4 | 0 | 0 | 00 | 00 |      |
| Médaille d'argent, Jeux méditerranéens  | France      | 6   | 4 | 3 | 0 | 1 | 92 | 81 | 11   |
| Médaille de bronze, Jeux méditerranéens | Espagne     | 4   | 4 | 2 | 0 | 2 | 67 | 71 | -4   |
| 4e                                      | Italie      | 2   | 4 | 1 | 0 | 3 | 00 | 00 |      |
| 5e                                      | Grèce       | 0   | 4 | 0 | 0 | 4 | 00 | 00 |      |

### Effectifs des équipes sur le podium

#### Équipe de Yougoslavie, médaille d'or
La composition de la Yougoslavie, médaille d'or, est,,,
- 12 - Dragica Đurić (GB)
- 16 - Katica Ilešković (GB)
- 03 - Zagorka Baštovanović
- 04 - Dragana Pešić
- 05 - Milena Jelača
- 06 - Renata Pavličić
- 07 - Tatjana Polajner
- 08 - Stana Vuković
- 09 - Ljiljana Knežević
- 10 - Klaudija Klikovac
- 11 - Stanica Gole
- 14 - Snježana Pavlović
- ?? - Željka Rajak
- ?? - Ljiljana Marković
- ?? - Branka Jovanović

#### Équipe de France, médaille d'argent
La composition de la France, médaille d'argent, est,,
- 12 - Marie-Annick Dézert (GB)
- 16 - Nathalie Poulet (GB)
- 02 - Alexandrine Brunel
- 04 - Corinne Krumbholz
- 06 - Sandra Erndt
- 07 - Corinne Cagnol
- 08 - Barbara Pingret
- 09 - Laurence Grange
- 10 - Mézuela Servier
- 11 - Christelle Marchand
- 13 - Isabelle Alexandre
- 14 - Catherine Pibarot
- ?? - Isabelle Dugray
- ?? - Aline Benamara.

#### Équipe d'Espagne, médaille de bronze
La composition de l'Espagne, médaille de bronze, est,,,,,
- 01 - Montserrat Marín (es) (GB)
- 12 - Sagario Santana Alberdi (GB)
- 16 - María Eugenia Sánchez (es) (GB)
- 02 - Amaia Ugartemendía (es)
- 03 - Paloma Arranz (es)
- 05 - Esperanza Tercero (es)
- 06 - Rita Hernández (es)
- 07 - Karmele Makazaga (es)
- 08 - Cristina Gómez Arquer (es)
- 09 - Begoña Sánchez (es)
- 10 - Raquel Vizcaíno (es)
- 13 - Montserrat Puche Díaz (en)
- 15 - Lydia Montes (es)